# Cybaeina xantha
Cybaeina xantha is een spinnensoort in de taxonomische indeling van de waterspinnen (Cybaeidae).
Het dier behoort tot het geslacht Cybaeina. De wetenschappelijke naam van de soort werd voor het eerst geldig gepubliceerd in 1937 door Ralph Vary Chamberlin  & Wilton Ivie.